# Station Reda
Station Reda is een spoorwegstation in de Poolse plaats Reda.